# 羅薩蒙德 (伊利諾伊州)
羅薩蒙德（英語：Rosamond）是位於美國伊利諾伊州克里斯蒂安縣的一個非建制地區。該地的面積和人口皆未知。

## 地理
羅薩蒙德的座標為39°22′47″N 89°09′37″W / 39.37972°N 89.16028°W，而該地的平均海拔高度為216米（即709英尺）。